# 深尾茂澄
深尾 茂澄（ふかお しげずみ）は、江戸時代中期から後期にかけての土佐藩の家老。深尾家当主・佐川領主6代。

## 略歴
寛保元年（1741年）、土佐藩8代藩主・山内豊敷の弟である山内隼人茂信の子として誕生した。父・茂信は山内規重の子であり、深尾家3代・重照の玄孫にあたる。
寛延2年（1749年）、深尾繁峯の養嫡子となる。宝暦2年（1752年）、繁峯の死去により家督を相続する。安永元年（1772年）、儒臣として山本日下を登用し、家塾名教館を創設する。寛政11年（1799年）、隠居して家督を嫡男の繁寛に譲る。
文化2年（1805年）8月12日、死去。享年65。